# El Kala
El Kala (în arabă القالة) este o comună din provincia El Tarf, Algeria.
Populația comunei este de 28.411 locuitori (2008).